# Blangy-sous-Poix
Pour les articles homonymes, voir Blangy.

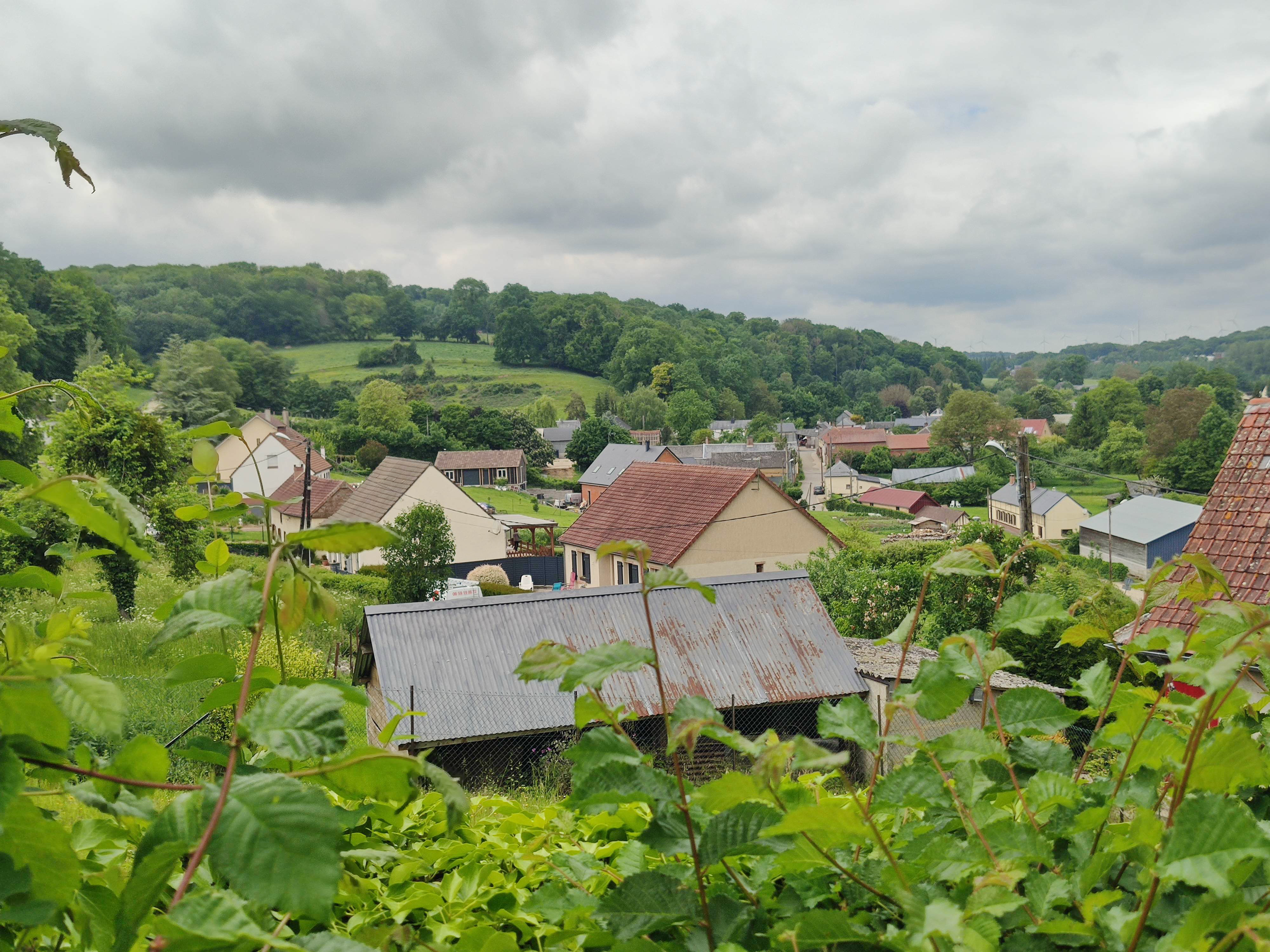
Les toits du village depuis la colline de l'église.

Blangy-sous-Poix est une commune française située dans le département de la Somme en région Hauts-de-France.

## Géographie

### Localisation
Blangy-sous-Poix est un village picard de l'Amiénois.
Limitrophe de Poix-de-Picardie, la localité est située à 25 km au sud-ouest d'Amiens, 37 km au nord-ouest de Beauvais et à 40 km au sud-est d'Abbeville à vol d'oiseau.
Le territoire de la commune est limitrophe de ceux de six communes.
Les communes limitrophes sont  Bergicourt, Croixrault, Famechon, Guizancourt, Moyencourt-lès-Poix et Poix-de-Picardie.

### Géologie et relief
La superficie de la commune est de 8,01 km2 ; son altitude varie de 85  à   189 mètres.

### Hydrographie

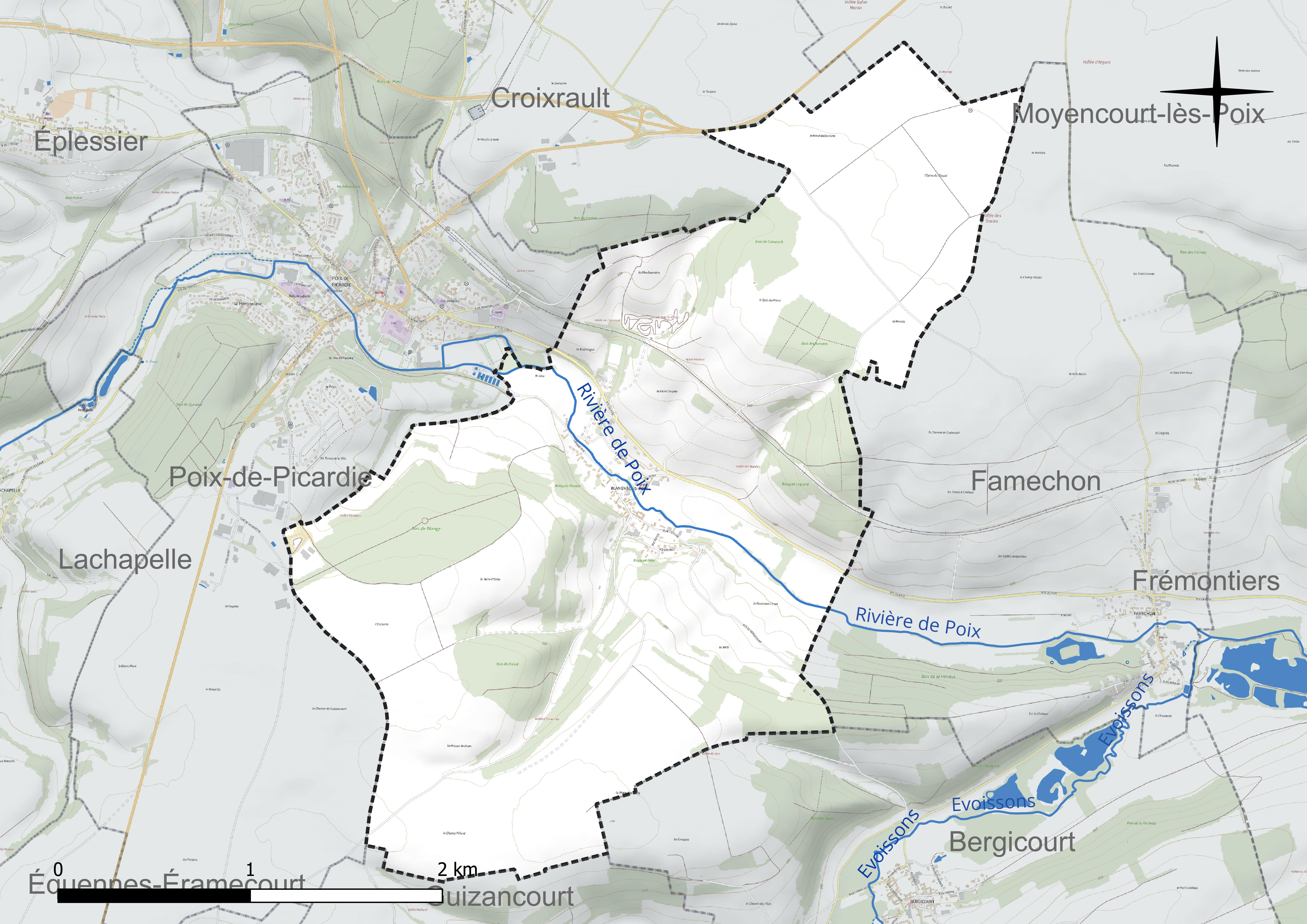
Réseau hydrographique de Blangy-sous-Poix.

#### Réseau hydrographique
La commune est située dans le bassin Artois-Picardie. Elle est drainée par la rivière de Poix.
La rivière de Poix, d'une longueur de 14 km, prend sa source dans la commune de Hescamps et se jette  dans l'Évoissons à Frémontiers, après avoir traversé neuf communes. 
À plusieurs reprises, en 1999-2000 et 2020 notamment, la Poix sort de son lit, inondant  la Grand-Rue et provoquant des coulées de boue.

#### Gestion et qualité des eaux
Le territoire communal est couvert par le schéma d'aménagement et de gestion des eaux (SAGE) « Somme aval et Cours d'eau côtiers ». Ce document de planification concerne un territoire de 1 835 km2 de superficie, délimité par le bassin versant de la Somme canalisée. Le périmètre a été arrêté le 29 avril 2010 et le SAGE proprement dit a été approuvé le 6 août 2019. La structure porteuse de l'élaboration et de la mise en œuvre est le syndicat mixte d'aménagement hydraulique du bassin versant de la Somme (AMEVA).
La qualité des cours d'eau peut être consultée sur un site dédié géré par les agences de l'eau et l'Agence française pour la biodiversité.

### Climat
Pour des articles plus généraux, voir Climat des Hauts-de-France et Climat de la Somme.
En 2010, le climat de la commune est de type climat océanique dégradé des plaines du Centre et du Nord, selon une étude du CNRS s'appuyant sur une série de données couvrant la période 1971-2000. En 2020, Météo-France publie une typologie des climats de la France métropolitaine dans laquelle la commune est exposée à un climat océanique et est dans la région climatique Côtes de la Manche orientale, caractérisée par un faible ensoleillement (1 550 h/an) ; forte humidité de l'air (plus de 20 h/jour avec humidité relative > 80 % en hiver), vents forts fréquents.
Pour la période 1971-2000, la température annuelle moyenne est de 10,2 °C, avec une amplitude thermique annuelle de 14,1 °C. Le cumul annuel moyen de précipitations est de 779 mm, avec 11,6 jours de précipitations en janvier et 8,6 jours en juillet. Pour la période 1991-2020, la température moyenne annuelle observée sur la station météorologique la plus proche, située sur la commune de Saint-Arnoult à 20 km à vol d'oiseau, est de 10,4 °C et le cumul annuel moyen de précipitations est de 797,2 mm,. Pour l'avenir, les paramètres climatiques de la commune estimés pour 2050 selon différents scénarios d'émission de gaz à effet de serre sont consultables sur un site dédié publié par Météo-France en novembre 2022.

## Urbanisme

### Typologie
Au 1er janvier 2024, Blangy-sous-Poix est catégorisée commune rurale à habitat dispersé, selon la nouvelle grille communale de densité à sept niveaux définie par l'Insee en 2022.
Elle est située hors unité urbaine. Par ailleurs la commune fait partie de l'aire d'attraction d'Amiens, dont elle est une commune de la couronne,. Cette aire, qui regroupe 369 communes, est catégorisée dans les aires de 200 000 à moins de 700 000 habitants,.

### Occupation des sols

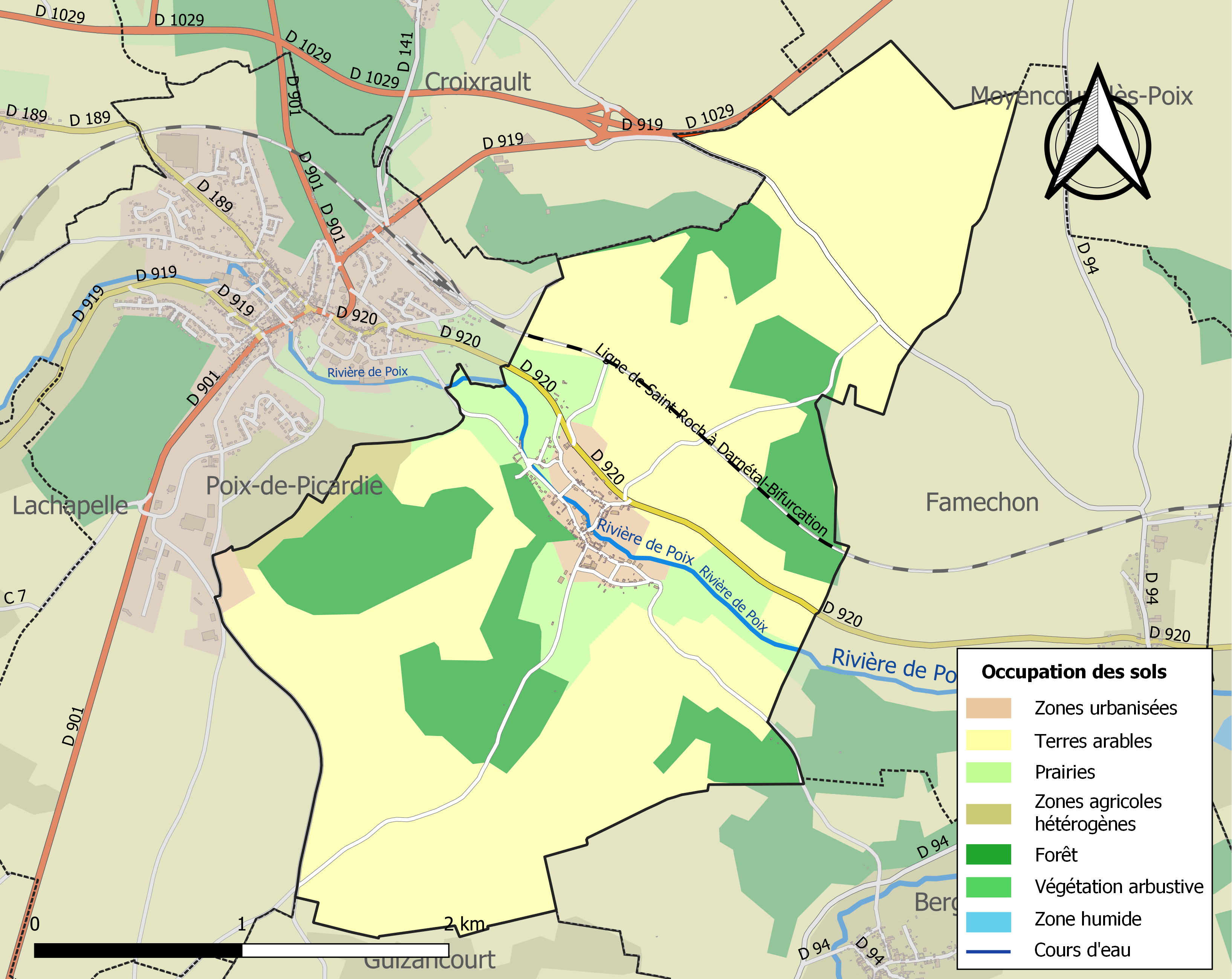
Carte des infrastructures et de l'occupation des sols de la commune en 2018 (CLC).

L'occupation des sols de la commune, telle qu'elle ressort de la base de données européenne d'occupation biophysique des sols Corine Land Cover (CLC), est marquée par l'importance des territoires agricoles (76 % en 2018), une proportion sensiblement équivalente à celle de 1990 (76,4 %).
La répartition détaillée en 2018 est la suivante : 
terres arables (65,7 %), forêts (20,4 %), prairies (8,7 %), zones urbanisées (3,2 %), zones agricoles hétérogènes (1,5 %), zones industrielles ou commerciales et réseaux de communication (0,4 %).
L'évolution de l'occupation des sols de la commune et de ses infrastructures peut être observée sur les différentes représentations cartographiques du territoire : la carte de Cassini (XVIIIe siècle), la carte d'état-major (1820-1866) et les cartes ou photos aériennes de l'IGN pour la période actuelle (1950 à aujourd'hui).

### Habitat et logement
En 2021, le nombre total de logements dans la commune était de 83, alors qu'il était de 85 en 2016 et de 77 en 2011.
Parmi ces logements, 89,1 % étaient des résidences principales, 3,6 % des résidences secondaires et 7,3 % des logements vacants. Ces logements étaient pour 92,9 % d'entre eux des maisons individuelles et pour 7,1 % des appartements.
Le tableau ci-dessous présente la typologie des logements à Blangy-sous-Poix en 2021 en comparaison avec celle de la Somme et de la France entière. Une caractéristique marquante du parc de logements est ainsi la faible proportion des résidences secondaires et logements occasionnels (3,6 %) par rapport au département (8,4 %) et à la France entière (9,7 %). 
| Typologie                                               | Blangy-sous-Poix | Somme | France entière |
| ------------------------------------------------------- | ---------------- | ----- | -------------- |
| Résidences principales (en %)                           | 89,1             | 83,1  | 82,2           |
| Résidences secondaires et logements occasionnels (en %) | 3,6              | 8,4   | 9,7            |
| Logements vacants (en %)                                | 7,3              | 8,5   | 8,1            |

### Voies de communication et transports
La commune est desservie par l'ex-route nationale 320 (actuelle RD 920).
La Ligne de Saint-Roch à Darnétal-Bifurcation passe au nord de la commune, mais la station la plus proche est la gare de Poix-de-Picardie, desservie  par des trains du réseau TER Hauts-de-France, sur les relations d'Amiens à Abancourt ou Rouen, ainsi que de Lille à Rouen.

## Toponymie
Le nom de la localité est attesté sous les formes Blangeium ; Blanziacum ; Blanciacum ; Blangiacum (1167.) ; Blangies (1201.) ; Blangy (1206.) ; Blangi (1393.) ; Blangy-sous-Poix (1567.) ; Blangis (1707.) ; Blangy-lès-Poix (1757.) ; Blangis-le-Poix (1778.).
Selon l'historien Alexandre-Auguste Guilmeth, Blangy est issu de Blaen, Blaend ou Blaenk, partie celtique qui signifie : « blanc, mou, terne ou fade » ; et Gy ou Geium, terme latin qui signifie « Terre ». Blangy veut, vraisemblablement, dire : « terre blanche ».
Poix fait référence à Poix-de-Picardie.

## Histoire

### Antiquité
Des vestiges gallo-romains ont été retrouvés à Blangy-sous-Poix,

### Époque contemporaine
Lors de la Bataille de France, au début de la Seconde Guerre mondiale, les 2 et 3 juin 1940, une installation d'armes automatiques a lieu au carrefour de Rogy. Le 4 juin, vers 4 h 30 du matin, un bombardement d'artillerie vient heurter de plein fouet un bois de Quesnoy-sur-Airaines[réf. nécessaire].

## Politique et administration

### Rattachements administratifs et électoraux

#### Rattachements administratifs
La commune se trouve dans l'arrondissement d'Amiens du département de la Somme.
Elle faisait partie depuis 1793 du canton de Poix-de-Picardie. Dans le cadre du redécoupage cantonal de 2014 en France, cette circonscription administrative territoriale a disparu, et le canton n'est plus qu'une circonscription électorale.

#### Rattachements électoraux
Pour les élections départementales, la commune fait partie depuis 2014 du canton de Poix-de-Picardie porté de 28 à 79 communes.
Pour l'élection des députés, elle fait partie depuis 2012 de la quatrième circonscription de la Somme.

### Intercommunalité
La commune était membre de la communauté de communes du Sud-Ouest Amiénois (CCSOA), créée en 2004.
Dans le cadre des dispositions de la loi portant nouvelle organisation territoriale de la République du 7 août 2015, qui prévoit que les établissements publics de coopération intercommunale (EPCI) à fiscalité propre doivent avoir un minimum de 15 000 habitants, la préfète de la Somme propose en octobre 2015 un projet de nouveau schéma départemental de coopération intercommunale (SDCI) qui prévoit la réduction de 28 à 16 du nombre des intercommunalités à fiscalité propre du département.
Ce projet prévoit la « fusion des communautés de communes du Sud-Ouest Amiénois, du Contynois et de la région d'Oisemont », le nouvel ensemble de 37 412 habitants regroupant 120 communes,. À la suite de l'avis favorable de la commission départementale de coopération intercommunale en janvier 2016, la préfecture sollicite l'avis formel des conseils municipaux et communautaires concernés en vue de la mise en œuvre de la fusion.
La communauté de communes Somme Sud-Ouest (CC2SO), dont est désormais membre la commune, est ainsi créée au 1er janvier 2017.

### Liste des maires
| Période                                  | Période                      | Identité           | Étiquette | Qualité                                     |
| ---------------------------------------- | ---------------------------- | ------------------ | --------- | ------------------------------------------- |
| Les données manquantes sont à compléter. |                              |                    |           |                                             |
|                                          |                              |                    |           |                                             |
| avant 1988                               |                              | Claude Blanchard   |           |                                             |
|                                          |                              |                    |           |                                             |
| 1989                                     | 2001                         | Jean-Claude Allain |           |                                             |
| 2001                                     | En cours (au 8 octobre 2020) | Alain Lesur        |           | Agriculteur Réélu pour le mandat 2020-2026, |

## Population et société

### Démographie
L'évolution du nombre d'habitants est connue à travers les recensements de la population effectués dans la commune depuis 1793. Pour les communes de moins de 10 000 habitants, une enquête de recensement portant sur toute la population est réalisée tous les cinq ans, les populations de référence des années intermédiaires étant quant à elles estimées par interpolation ou extrapolation. Pour la commune, le premier recensement exhaustif entrant dans le cadre du nouveau dispositif a été réalisé en 2008.

En 2022, la commune comptait 165 habitants, en évolution de −10,33 % par rapport à 2016 (Somme : −1,26 %, France hors Mayotte : +2,11 %).
| 1793 | 1800 | 1806 | 1821 | 1831 | 1836 | 1841 | 1846 | 1851 |
| ---- | ---- | ---- | ---- | ---- | ---- | ---- | ---- | ---- |
| 188  | 214  | 224  | 211  | 217  | 204  | 192  | 204  | 202  |

| 1856 | 1861 | 1866 | 1872 | 1876 | 1881 | 1886 | 1891 | 1896 |
| ---- | ---- | ---- | ---- | ---- | ---- | ---- | ---- | ---- |
| 193  | 187  | 201  | 198  | 201  | 191  | 170  | 156  | 152  |

| 1901 | 1906 | 1911 | 1921 | 1926 | 1931 | 1936 | 1946 | 1954 |
| ---- | ---- | ---- | ---- | ---- | ---- | ---- | ---- | ---- |
| 148  | 150  | 121  | 125  | 138  | 107  | 161  | 175  | 155  |

| 1962 | 1968 | 1975 | 1982 | 1990 | 1999 | 2006 | 2008 | 2013 |
| ---- | ---- | ---- | ---- | ---- | ---- | ---- | ---- | ---- |
| 132  | 159  | 146  | 160  | 141  | 158  | 180  | 186  | 186  |

| 2018 | 2022 | - | - | - | - | - | - | - |
| ---- | ---- | - | - | - | - | - | - | - |
| 178  | 165  | - | - | - | - | - | - | - |

## Culture locale et patrimoine

### Lieux et monuments

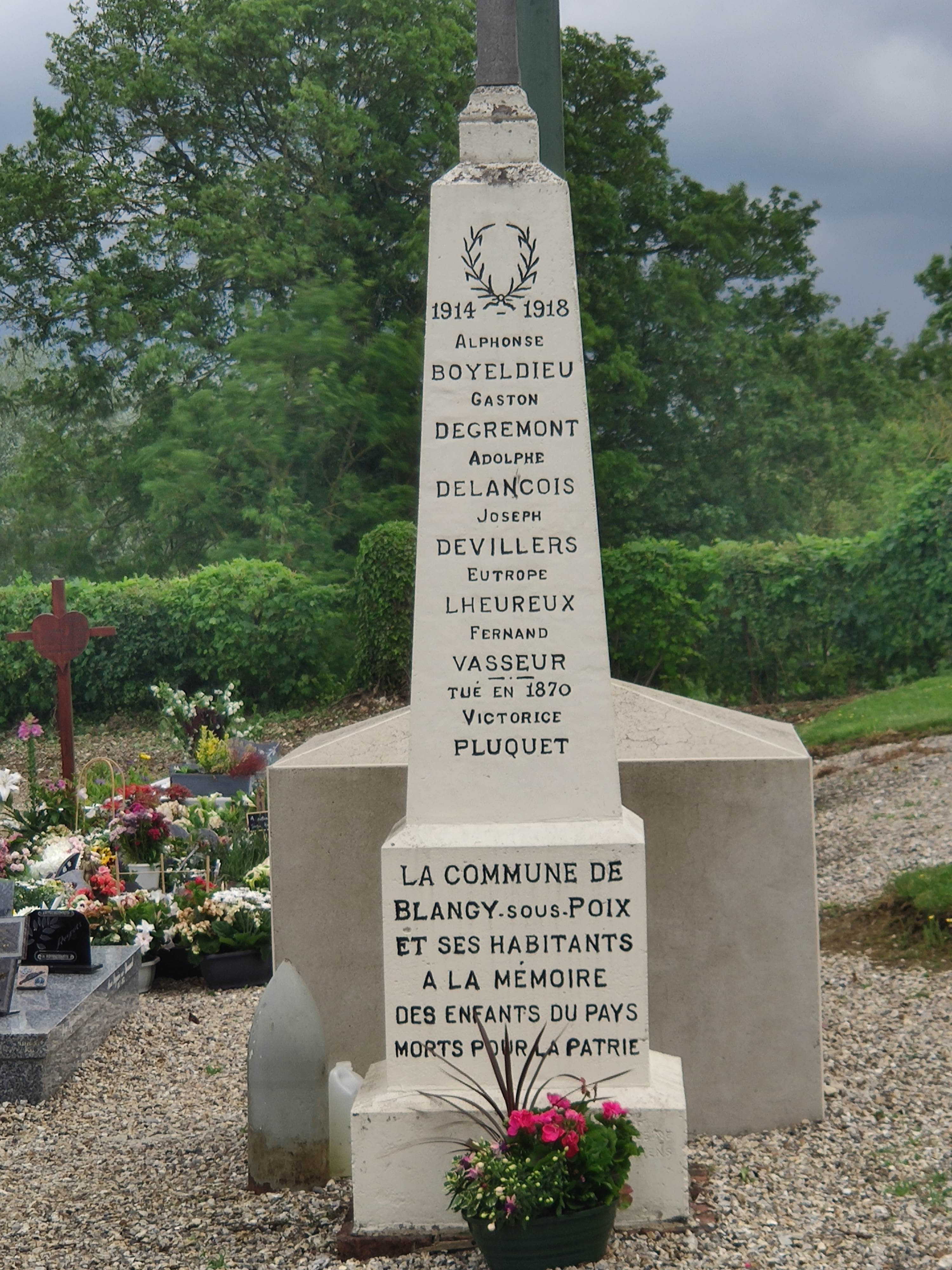
Monument aux morts.

- Église Saint-Médard de Blangy-sous-Poix  Classée MH (1907)[35], isolée sur une butte à l'extrémité du village afin de la protéger des crues de la rivière. Elle est décorée de peintures murales  et de vitraux restaurés en 2020. Plusieurs éléments de son mobilier cultuel sont également classés.
Son clocher roman à tour octogonale percé de baies géminées, construit à partir du XIIe siècle, est classé monument historique. Il est remarquable par le passage d'un plan rectangulaire à un plan octogonal au moyen de trompes recouvertes par des petits toits de pierre à deux rampants triangulaires
Un pèlerinage était organisé autrefois le 8 juin, date de la Saint-Médard[36],[37],[38].

L'église Saint-Médard
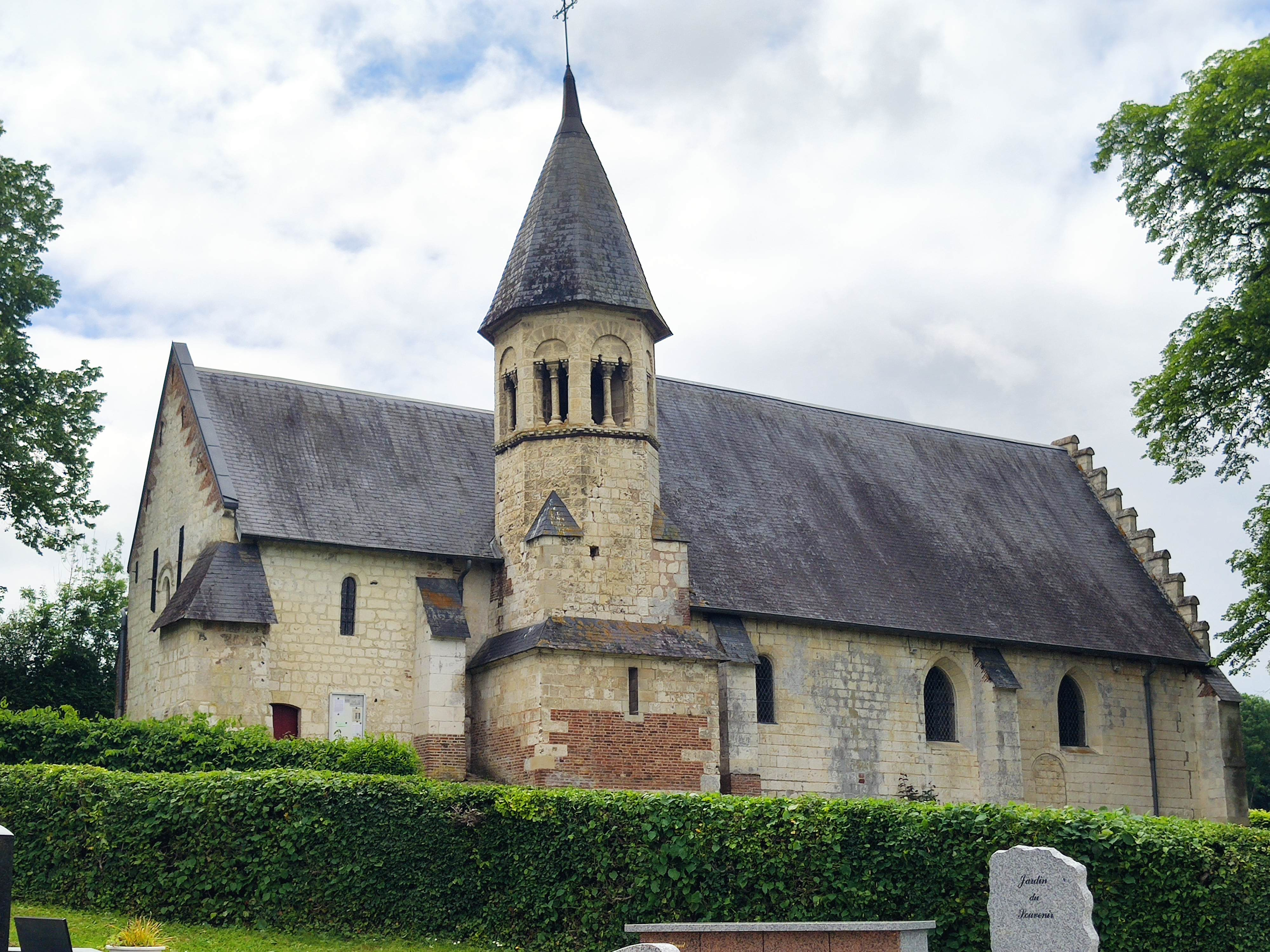
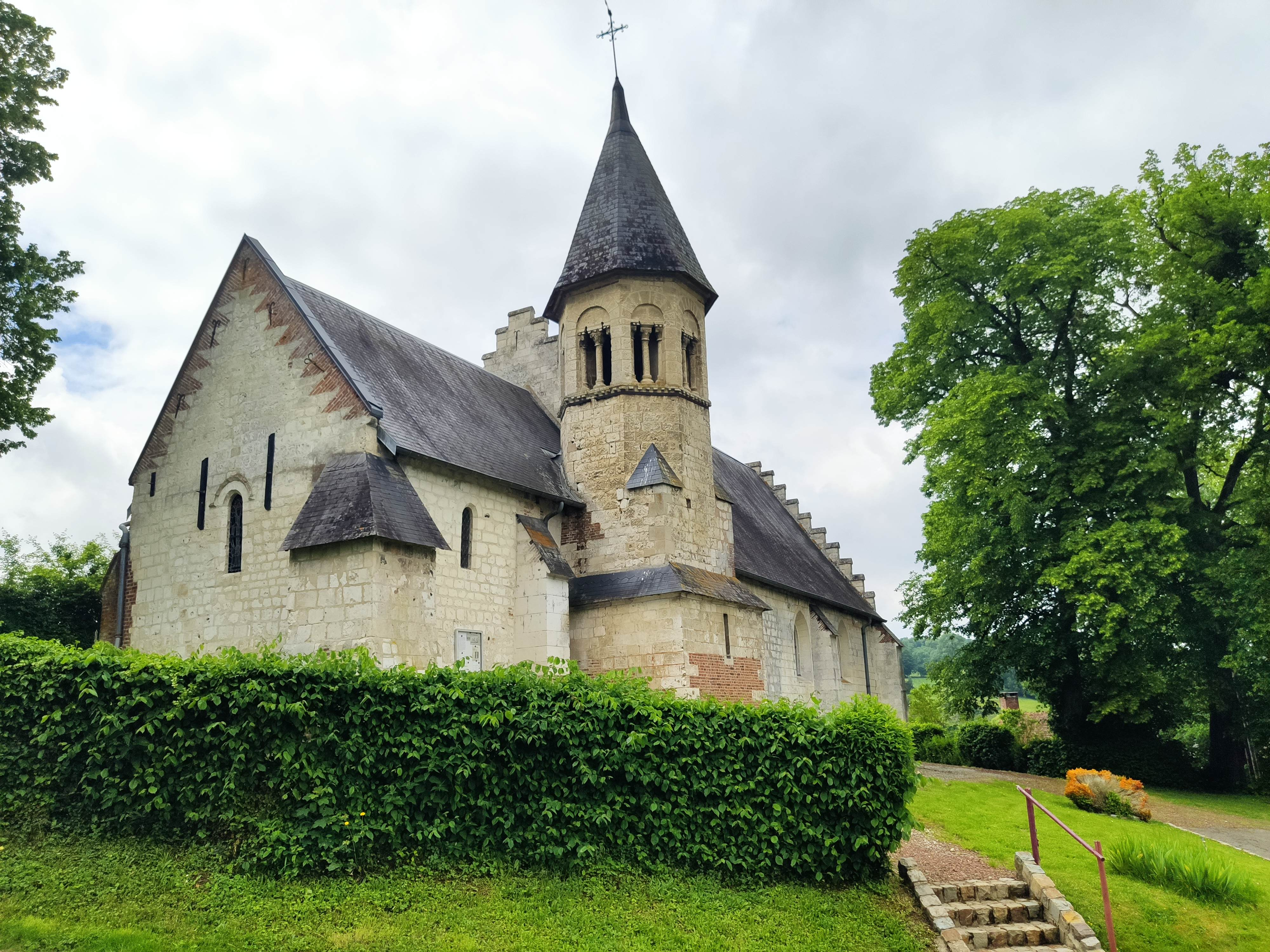
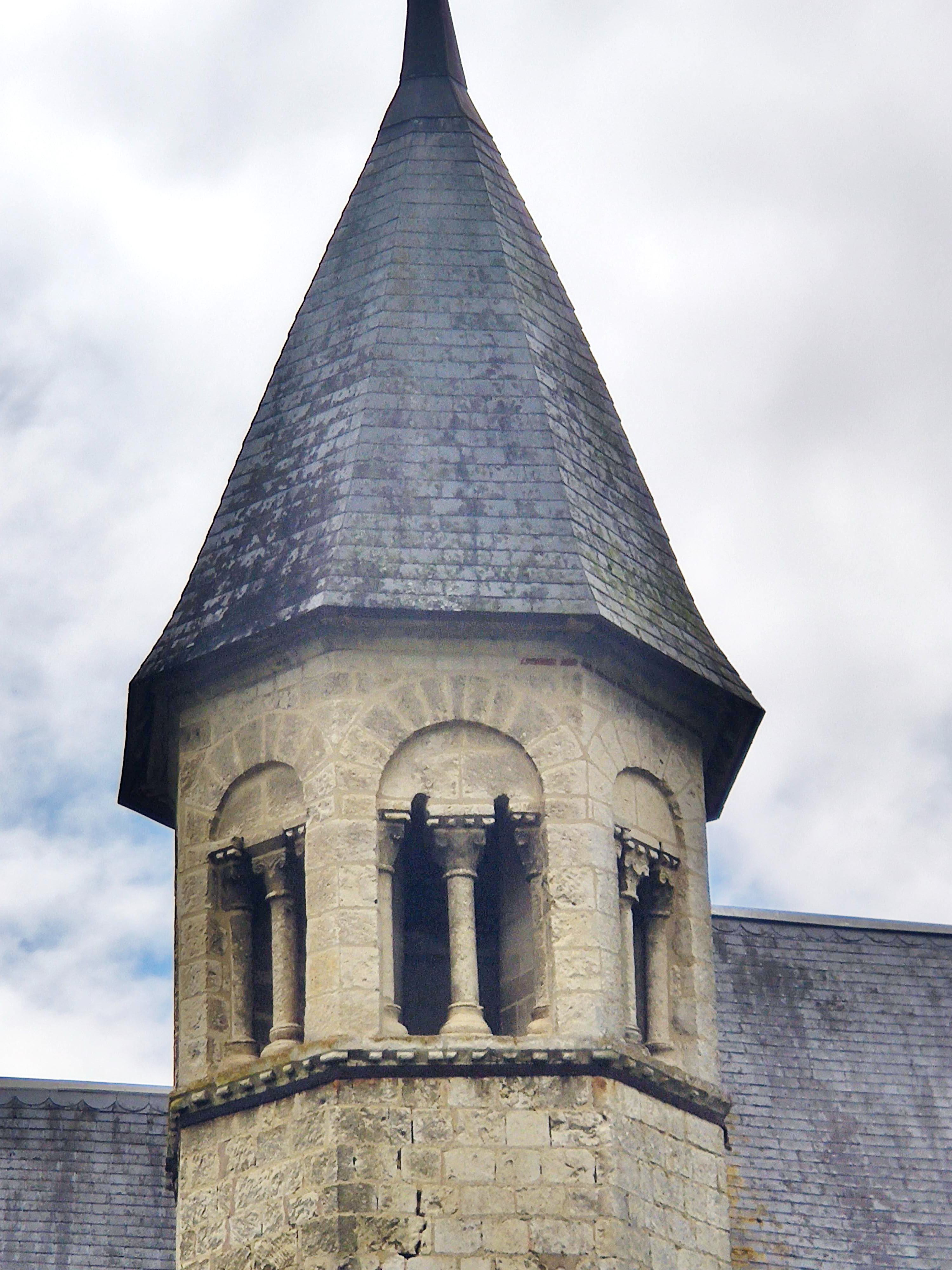
Détail du clocher.
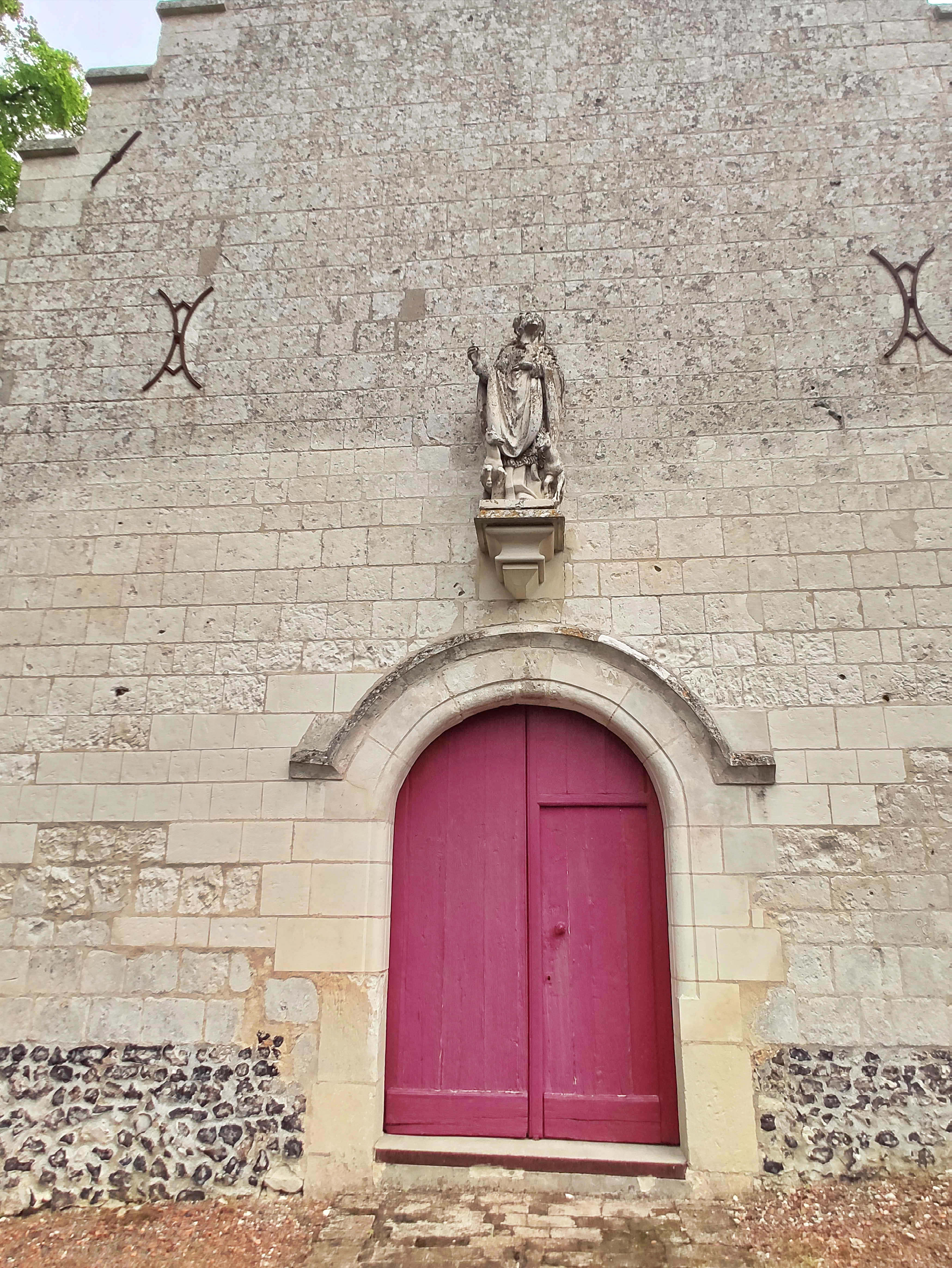

## Pour approfondir